# Награда Гордана Брајовић
Награда Гордана Брајовић је књижевна награда која се додељује на манифестацији Књижевни сусрети „Гордана Брајовић”, која се од 1998. године одржава у Алексинцу, у спомен на Гордану Брајовић, писца за децу и новинара. Награду са именом песникиње и репортера Вечерњих новости, заједнички додељују Вечерње новости и Општина Алексинац.

## Историјат
Током трајања манифестације Књижевни сусрети „Гордана Брајовић”, углавном током априла месеца, додељују се награде и признања како великим тако и „малим“ писцима. Оно што ову смотру чини јединственом, није само плејада већ угледних лаурета међу којима су најзначајнији аутори наше књижевности за младе, већ и што се на њој награђују неки будући писци.
Завршетак манифестације чини објављивање Зборника награђених ученичких радова, његово промовисање као и представљање награђеног писца за ту годину. 
Награду за најбољу књигу намењену млађем и старијем дечијем узрасту, без обзира на литерарни род, додељује општина Алексинац.
Награду  чини:
- Плакета

## Категорије
Награда Гордана Брајовић се додељује у три категорије:
- За најбољу књигу намењену млађем и старијем дечијем узрасту, без обзира на литерарни род,
- За дечје стваралаштво из области поезије и прозе, и
- За школски часопис.

За категорију За дечје стваралаштво из области поезије и прозе радови су разврстани у три категорије:
- од 1. до 4. разреда основне школе
- од 5. до 8. разреда основне школе
- од 1. до 4. разреда средње школе

## Пропозиције
Сваки ученик може да конкурише са највише 3 рада за обе области (поезија и проза). Теме су по избору учесника. Ђачки радови морају бити откуцани ћирилицом (Times New Roman, величина 12), са пуним именом и презименом, адресом, бројем телефона, називом и адресом школе, разредом и одељењем.
Предлози са образложењем и књигама за награду за најбољу књигу намењену млађем и старијем дечијем узрасту, без обзира на литерарни род и радова за награду 
за дечје стваралаштво из области поезије и прозе, као и часопис, потребно је послати у 3 примерка, искључиво поштом.

## Награђени писци
Међу најзначајније ауторе наше књижевности за младе који су добили Награду Гордана Брајовић су: Љубивоје Ршумовић, Перо Зубац, Драгослав Андрић, Слободан Станишић, Драган Лукић, Мира Алечковић, Душко Трифуновић, Добрица Ерић и многи други.